# Elaeocarpus apiculatus
Espèce
Synonymes
- Elaeocarpus apiculatus Mast.[2] [3]
- Elaeocarpus obtusus subsp. apiculatus (Mast.) Coode (préféré par GRIN)[3]
- Elaeocarpus rugosus var. singaporensis Ridl.[2]

Statut de conservation UICN

 VU B1+2a : Vulnérable
Elaeocarpus apiculatus est une espèce de plantes de la famille des Elaeocarpaceae.

## Liste des variétés
Selon Tropicos (10 avril 2019) :
- variété Elaeocarpus apiculatus var. annamensis Gagnep. in Humbert

## Publication originale
- The Flora of British India 1(2): 407. 1874.